# 3-я гвардейская штурмовая авиационная дивизия
3-я гвардейская штурмовая авиационная Валдайско-Ковельская Краснознамённая ордена Суворова дивизия — воинское соединение Вооружённых Сил СССР в Великой Отечественной войне.

## Наименования дивизии

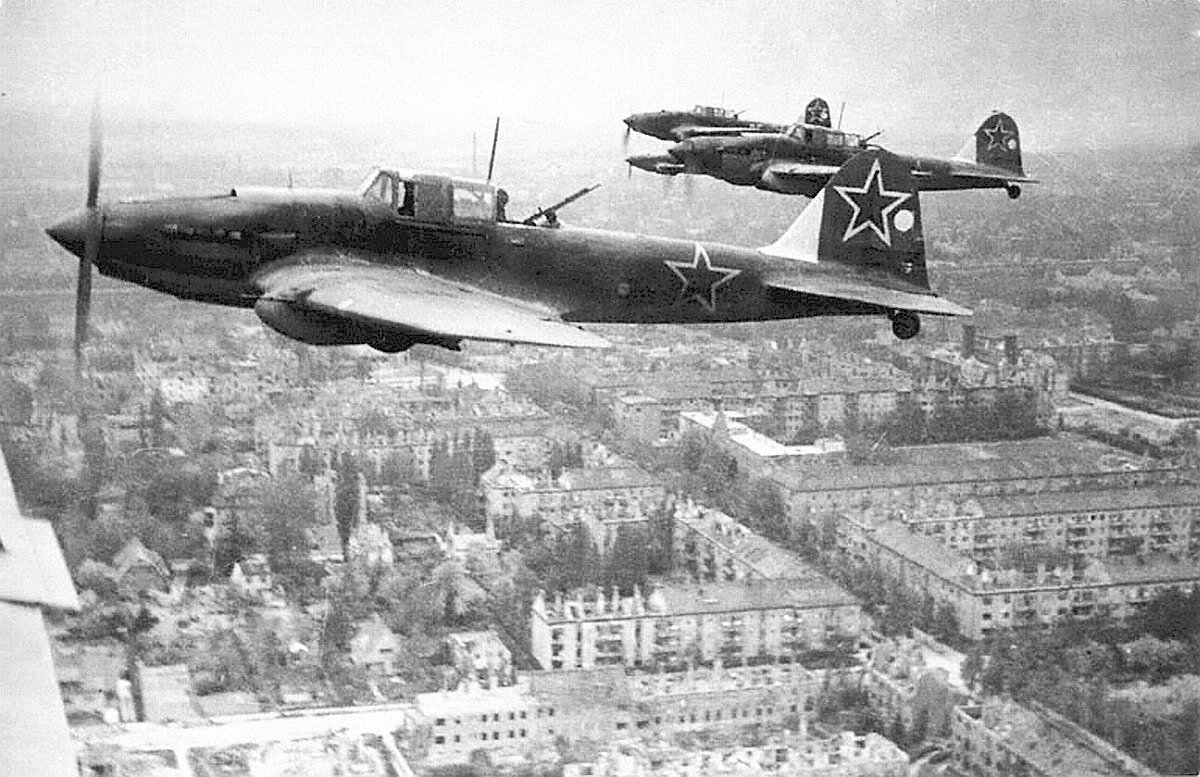
Звено Ил-2 м над Берлином в 1945 году.

- 243-я штурмовая авиационная дивизия;
- 3-я гвардейская штурмовая авиационная дивизия[1];
- 3-я гвардейская штурмовая авиационная Валдайская дивизия[1];
- 3-я гвардейская штурмовая авиационная Валдайско-Ковельская дивизия;
- 3-я гвардейская штурмовая авиационная Валдайско-Ковельская Краснознамённая дивизия;
- 3-я гвардейская штурмовая авиационная Валдайско-Ковельская Краснознамённая ордена Суворова дивизия[1];
- Войсковая часть (Полевая почта) 06876[1].

## История и боевой путь дивизии
Сформирована в июне 1942 года в Калининской области как 243-я штурмовая авиационная дивизия. С июня 1942 по март 1943 в составе 6-й воздушной армии поддерживала боевые действия войск Северо-Западного фронта против окружённой в районе Демянска группировки 16-й армии немецко-фашистских войск. За этот период произвела около 3000 боевых самолёто-вылетов.
За отвагу и героизм, проявленные в боях, дивизия Приказом НКО № 128 от 18 марта 1943 года преобразована в 3-ю гвардейскую штурмовую авиационную дивизию. 4 мая 1943 года дивизии присвоено почётное наименование «Валдайской».
С августа по октябрь 1943 года в составе 6-й воздушной армии, с ноября 1943 года по январь 1944 года — 15-й воздушной армии поддерживала войска Северо-Западного (с 10 октября 1943 года — Прибалтийского, с 20 октября 1943 года — 2-го Прибалтийского) фронта на невельском направлении. С апреля 1944 года и до конца войны находилась в составе 16-й воздушной армии.
23 июля 1944 года за успешные действия по поддержке войск левого крыла 1-го Белорусского фронта при освобождении города Ковель в ходе Белорусской операции дивизия удостоена почётного наименования «Ковельской».
9 августа 1944 года за образцовое выполнение задач в Люблин-Брестской операции награждена орденом Красного Знамени.
В Висло-Одерской операции дивизия вела напряженные бои по поддержке наступления 69-й армии и 11-го танкового корпуса. Дивизия выполнила 456 боевых вылетов, уничтожила 9 танков, 1 бронемашину, 3 тягача, 584 автомашины, 6 паровозов и 46 вагонов, 22 орудия полевой артиллерии, до 2-х батальонов пехоты и 70 всадников. Потеряла дивизия 4 самолёта и 3 летчика, 4 воздушных стрелка.

Командир 70-го гвардейского штурмового авиационного полка гвардии подполковник Кузьмин А. И., Герой Советского Союза Герман И. М. и командир авиадивизии гвардии полковник Сухоребриков Г. А.

С 1 февраля по 15 апреля 1945 года в Восточно-Померанской операции поддерживала наступление 61-й, 3-й ударной и 2-й гвардейской танковой армий и одновременно частью сил вела напряжённые боевые действия по поддержке 8-й гвардейской армии на Кюстринском плацдарме на западном берегу реки Одер. Дивизия выполнила 1728 боевых вылетов, уничтожила 10 самолётов, 36 танков, 3 тягача, 194 автомашины, 1 паровоз и 32 вагона, 163 орудия полевой артиллерии, до 300 солдат и офицеров, 230 всадников. Потеряла дивизия 8 самолётов и 4 летчика, 5 воздушных стрелков.
С 16 апреля по 1 мая 1945 года дивизия поддерживала наступление 8-й гвардейской армии, 1-го гвардейского и 11-го танковых корпусов в генеральном наступлении на Берлин. Дивизия выполнила 1021 боевых вылетов, уничтожила 32 самолёта, 20 танков, 3 тягача, 486 автомашин, 158 орудий зенитной артиллерии, более 3140 солдат и офицеров, 230 всадников. Потеряла дивизия 11 самолётов и 10 летчиков, 10 воздушных стрелков.
28 мая 1945 года за успешное выполнение боевых задач при поддержке соединений 1-го Белорусского фронта в Берлинской операции дивизия была награждена орденом Суворова 2-й степени.
За время Великой Отечественной войны 438 воинов дивизии были награждены орденами и медалями, а 14 удостоены звания Героя Советского Союза.
По окончании Великой Отечественной войны дивизия в составе 9-го штурмового авиакорпуса 16-й воздушной армии входит в состав Группы советских войск в Германии. С 20 ноября 1945 года дивизия Директивой Генерального штаба № орг/10/14879 от 15.11.1945 г. и военного совета ГСОВГ № № орг/00652 от 17.11.1945 г., Приказом 16 ВА № 00426 от 20.11.1945 г. передается из состава 9-го штурмового авиакорпуса в состав 6-го штурмового авиакорпуса 16-й воздушной армии Группы советских войск в Германии, принимает в свой состав 41-й штурмовой авиационный полк из 198-й штурмовой авиационной Варшавской Краснознамённой дивизии.
18 мая 1946 года на основании Директивы Генерального штаба ВС ССР № орг/1097 от 05.05.1946 г. и Приказа командующего 16 ВА № 00199 от 15.05.1946 г. дивизия в составе управления дивизии, 41-го штурмового, 70-го и 71-го гвардейских штурмовых авиационных полков расформирована на аэродроме Финстервальде. 33-й гвардейский штурмовой авиационный полк доукомплектован до штатной численности и передан в состав 11-й гвардейской штурмовой авиационной Нежинской Краснознамённой ордена Суворова дивизии.

## Состав
За весь период своего существования боевой состав дивизии не претерпевал изменения:
| Период                  | Наименование                                | Вооружение                                     |
| ----------------------- | ------------------------------------------- | ---------------------------------------------- |
| 18.03.1943 — 01.03.1945 | 33-й гвардейский штурмовой авиационный полк | Ил-2, передан в 11-ю гв. шад                   |
| 18.03.1943 — 18.05.1946 | 70-й гвардейский штурмовой авиационный полк | Ил-2, расформирован на аэродроме Финстервальде |
| 18.03.1943 — 18.05.1946 | 71-й гвардейский штурмовой авиационный полк | Ил-2, расформирован на аэродроме Финстервальде |
| 20.11.1944 — 18.05.1946 | 41-й штурмовой авиационный полк             | Ил-2, расформирован на аэродроме Финстервальде |

## В составе соединений и объединений
| Дата          | Фронт (округ)                                   | Армия                | Корпус                           |
| ------------- | ----------------------------------------------- | -------------------- | -------------------------------- |
| 18.03.1943 г. | Северо-Западный фронт                           | 6-я воздушная армия  |                                  |
| 20.12.1943 г. | 2-й Прибалтийский фронт                         | 15-я воздушная армия |                                  |
| 03.01.1944 г. | Резерв ставки ВГК                               | 6-я воздушная армия  |                                  |
| 19.03.1944 г. | 2-й Белорусский фронт                           | 6-я воздушная армия  |                                  |
| 01.04.1944 г. | 1-й Белорусский фронт                           | 6-я воздушная армия  |                                  |
| 20.07.1944 г. | 1-й Белорусский фронт                           | 6-я воздушная армия  | 1-й смешанный авиационный корпус |
| 07.09.1944 г. | Резерв ставки ВГК                               | 6-я воздушная армия  | 1-й смешанный авиационный корпус |
| 31.10.1944 г. | Резерв ставки ВГК                               |                      | 1-й смешанный авиационный корпус |
| 14.11.1944 г. | Резерв ставки ВГК                               |                      | 9-й штурмовой авиационный корпус |
| 21.11.1944 г. | 1-й Белорусский фронт                           | 16-я воздушная армия | 9-й штурмовой авиационный корпус |
| 09.05.1945 г. | 1-й Белорусский фронт                           | 16-я воздушная армия | 9-й штурмовой авиационный корпус |
| 18.05.1946 г. | Группа советских оккупационных войск в Германии | 16-я воздушная армия | 6-й штурмовой авиационный корпус |

## В действующей армии
В составе действующей армии:
- С 18 марта 1943 года по 3 января 1944 года. (292 дня)
- С 19 марта 1944 года по 7 сентября 1944 года. (173 дня)
- С 21 ноября 1944 года по 9 мая 1945 года. (170 дней)

## Командиры дивизии
| Звание                  | Имя                                | Период                  | Примечание              |
| ----------------------- | ---------------------------------- | ----------------------- | ----------------------- |
| Подполковник            | Дельнов Иван Васильевич            | 05.06.1942 — 17.01.1943 | отстранён               |
| Полковник               | Сухоребриков Георгий Александрович | 21.01.1943 — 05.05.1944 | отстранён               |
| Подполковник, Полковник | Смирнов, Алексей Андреевич         | 25.05.1944 — 03.05.1945 | Погиб в автокатастрофе. |
| Подполковник            | Васильев Степан Михайлович         | 03.05.1945 — 01.08.1945 | ВРИД, зам. командира    |

## Награды и наименования
- 3-й гвардейской штурмовой авиационной дивизии Приказом НКО № 207 от 4 мая 1943 года присвоено почётное наименование «Валдайская»[5].
- 3-й гвардейской штурмовой авиационной Валдайской дивизии Приказом НКО от 23 июля 1944 года на основании Приказа ВГК № 131 от 6 июля 1944 года присвоено почетное наименование «Ковельская».
- 3-я гвардейская штурмовая авиационная Валдайско-Ковельская дивизия Указом Президиума Верховного Совета СССР от 9 августа 1944 года за образцовое выполнение заданий командования в боях с немецкими захватчиками за овладение городОм Холм (Хелм) и проявленные при этом доблесть и мужество награждена орденом Красного Знамени[7].
- 3-я гвардейская штурмовая авиационная Валдайско-Ковельская Краснознамённая дивизия Указом Президиума Верховного Совета СССР от 28 мая 1945 года за образцовое выполнение заданий командования в боях при прорыве обороны немцев и наступлении на Берлин и проявленные при этом доблесть и мужество награждена орденом «Суворова II степени»[8].
- 33-й гвардейский штурмовой авиационный полк за успешные боевые действия и за вклад в освобождение Воронежа и других городов Воронежской области Приказом НКО № 207 от 4 мая 1943 года удостоен почётного наименования «Воронежский».
- 33-й гвардейский штурмовой авиационный Воронежский полк Указом Президиума Верховного Совета СССР от 9 августа 1944 года за образцовое выполнение заданий командования в боях с немецкими захватчиками за овладение городом Холм (Хелм) и проявленные при этом доблесть и мужество награждён орденом Красного Знамени[7].
- 33-й гвардейский штурмовой авиационный Воронежский Краснознамённый полк Указом Президиума Верховного Совета СССР от 11 июня 1945 года за образцовое выполнение заданий командования в боях с немецкими захватчиками при овладении столицей Германии городом Берлин и проявленные при этом доблесть и мужество награждён орденом «Суворова III степени»[8].
- 70-му гвардейскому штурмовому авиационному полку приказом НКО № 207 от 4 мая 1943 года присвоено почетное наименование «Белорусский»[5].
- 70-й гвардейский штурмовой авиационный полк Указом Президиума Верховного Совета СССР от 9 августа 1944 года за образцовое выполнение заданий командования в боях при прорыве обороны немцев западнее Ковель и проявленные при этом доблесть и мужество награждён орденом Красного Знамени[7].
- 70-й гвардейский штурмовой авиационный Белорусский Краснознамённый полк Указом Президиума Верховного Совета СССР от 11 июня 1945 года за образцовое выполнение заданий командования в боях с немецкими захватчиками при овладении столицей Германии городом Берлин и проявленные при этом доблесть и мужество награждён орденом «Суворова III степени»[8].
- 71-й гвардейский штурмовой авиационный полк Указом Президиума Верховного Совета СССР от 9 августа 1944 года за образцовое выполнение заданий командования в боях с немецкими захватчиками за овладение городом Холм (Хелм) и проявленные при этом доблесть и мужество награждён орденом Красного Знамени[7].
- 71-му гвардейскому штурмовому авиационному Краснознаменному полку Приказом НКО № 09 от 19 февраля 1945 года на основании Приказа ВГК № 222 от 16 января 1945 года присвоено почетное наименование «Радомский»[2].
- 71-й гвардейский штурмовой авиационный Радомский Краснознамённый полк Указом Президиума Верховного Совета СССР от 11 июня 1945 года за образцовое выполнение заданий командования в боях с немецкими захватчиками при овладении столицей Германии городом Берлин и проявленные при этом доблесть и мужество награждён орденом «Суворова III степени»[8].

## Герои Советского Союза
- Бубликов, Фёдор Борисович, гвардии старший лейтенант, командир эскадрильи 70-го гвардейского штурмового авиационного полка 3-й гвардейской штурмовой авиационной дивизии 6-й воздушной армии 2 августа 1944 года удостоен звания Герой Советского Союза. Золотая Звезда № 4051.
- Белавин, Николай Иванович, гвардии капитан, командир эскадрильи 33-го гвардейского штурмового авиационного полка 3-й гвардейской штурмовой авиационной дивизии 6-й воздушной армии 26 октября 1944 года удостоен звания Герой Советского Союза. Золотая Звезда № 3072.
- Герман, Иван Моисеевич, гвардии капитан, командир эскадрильи 70-го гвардейского штурмового авиационного полка 3-й гвардейской штурмовой авиационной дивизии 6-й воздушной армии 24 августа 1943 года удостоен звания Герой Советского Союза. Золотая Звезда № 608.
- Зверьков Пётр Павлович, капитан, помощник по воздушно-стрелковой службе командира 41-го штурмового авиационного полка (198-я штурмовая авиационная дивизия, 6-й штурмовой авиационный корпус, 16-я воздушная армия, 1-й Белорусский фронт) за мужество и героизм, проявленные в боях, Указом Президиума Верховного Совета СССР от 15 мая 1946 года присвоено звание Героя Советского Союза с вручением ордена Ленина и медали «Золотая Звезда» (№ 7055). К моменту присвоения звания полк входил в состав 3-й гвардейской штурмовой авиационной дивизии 6-го штурмового авиакорпуса 16-й воздушной армии[2].
- Кириллов Александр Семёнович, капитан, командир эскадрильи 41-го штурмового авиационного полка 198-й штурмовой авиационной дивизии 6-го штурмового авиационного корпуса 16-й воздушной армии 1-го Белорусского фронта за мужество и героизм, проявленные в боях, Указом Президиума Верховного Совета СССР от 15 мая 1946 года присвоено звание Героя Советского Союза с вручением ордена Ленина и медали «Золотая Звезда» (№ 7056). К моменту присвоения звания полк входил в состав 3-й гвардейской штурмовой авиационной дивизии 6-го штурмового авиакорпуса 16-й воздушной армии[2].
- Кочетов, Иван Данилович, гвардии старший лейтенант, заместитель командира эскадрильи 70-го гвардейского штурмового авиационного полка 3-й гвардейской штурмовой авиационной дивизии 6-й воздушной армии 24 августа 1943 года удостоен звания Герой Советского Союза. Посмертно.
- Кузнецов Николай Васильевич, гвардии старший лейтенант, заместитель командира эскадрильи 70-го гвардейского штурмового авиационного полка 3-й гвардейской штурмовой авиационной дивизии 1-го смешанного авиационного корпуса 6-й воздушной армии 26 октября 1944 года удостоен звания Герой Советского Союза. Золотая Звезда № 3125
- Молев, Александр Осипович, гвардии старший лейтенант, командир эскадрильи 33-го гвардейского штурмового авиационного полка 3-й гвардейской штурмовой авиационной дивизии 1-го смешанного авиационного корпуса 6-й воздушной армии 26 октября 1944 года удостоен звания Герой Советского Союза. Посмертно.
- Самароков, Николай Николаевич, гвардии старший лейтенант, заместитель командира эскадрильи 70-го гвардейского штурмового авиационного полка 3-й гвардейской штурмовой авиационной дивизии 1-го смешанного авиационного корпуса 6-й воздушной армии 26 октября 1944 года удостоен звания Герой Советского Союза. Золотая Звезда № 4919.
- Староконь, Иван Иванович, гвардии старший лейтенант, заместитель командира эскадрильи 70-го гвардейского штурмового авиационного полка 3-й гвардейской штурмовой авиационной дивизии 1-го смешанного авиационного корпуса 6-й воздушной армии 26 октября 1944 года удостоен звания Герой Советского Союза. Золотая Звезда № 4691.
- Камельчик, Михаил Степанович, гвардии старший лейтенант, командир звена 33-го гвардейского штурмового авиационного полка 3-й гвардейской штурмовой авиационной дивизии 9-го штурмового авиационного корпуса 16-й воздушной армии 15 мая 1946 года удостоен звания Герой Советского Союза. Золотая Звезда № 8263.
- Лебедев Алексей Иванович, гвардии капитан, командир эскадрильи 71-го гвардейского штурмового авиационного полка 3-й гвардейской штурмовой авиационной дивизии 9-го штурмового авиационного корпуса 16-й воздушной армии Указом Президиума Верховного Совета СССР 15 мая 1946 года удостоен звания Герой Советского Союза. Золотая Звезда № 8991
- Перминов Иван Александрович, гвардии лейтенант, командир звена 33-го гвардейского штурмового авиационного полка 3-й гвардейской штурмовой авиационной дивизии 9-го штурмового авиационного корпуса 16-й воздушной армии Указом Президиума Верховного Совета СССР 15 мая 1946 года удостоен звания Герой Советского Союза. Золотая Звезда № 7059
- Пучков Герман Иванович, гвардии старший лейтенант, командир звена 70-го гвардейского штурмового авиационного полка 3-й гвардейской штурмовой авиационной дивизии 9-го штурмового авиационного корпуса 16-й воздушной армии Указом Президиума Верховного Совета СССР 15 мая 1946 года удостоен звания Герой Советского Союза. Золотая Звезда № 7057
- Удачин Василий Васильевич, гвардии старший лейтенант, заместитель командира эскадрильи 33-го гвардейского штурмового авиационного полка 3-й гвардейской штурмовой авиационной дивизии 9-го штурмового авиационного корпуса 16-й воздушной армии Указом Президиума Верховного Совета СССР 15 мая 1946 года удостоен звания Герой Советского Союза. Золотая Звезда № 7047
- Цыплухин, Николай Дмитриевич, гвардии капитан, командир эскадрильи 70-го гвардейского штурмового авиационного полка 3-й гвардейской штурмовой авиационной дивизии 1-го смешанного авиационного корпуса 6-й воздушной армии 26 октября 1944 года удостоен звания Герой Советского Союза. Золотая Звезда № 4911.

## Благодарности Верховного Главнокомандующего
Верховным Главнокомандующим дивизии объявлены благодарности:
- За отличие в боях при овладении городом и важным опорным пунктом обороны немцев и крупным железнодорожным узлом — городом Ковель[9].
- За отличие в боях при овладении областным центром Советской Белоруссии городом Пинск — важным опорным пунктом обороны немцев на брестском направлении[10].
- За отличия в боях в наступлении из района Ковеля, при прорыве сильно укрепленной обороны немцев и при продвижении за три дня наступательных боев вперед до 50 километров, при расширении прорыва до 150 километров по фронту, при занятии более 400 населенных пунктов, в том числе крупных населенных пунктов Ратно, Малорыта, Любомль, Опалин и выходе к реке Западный Буг[11].
- За отличие в боях при овладении штурмом городом Хелм (Холм) — важным опорным пунктом обороны немцев на люблинском направлении[12].
- За отличие в боях при овладении крупным промышленным центром Польши городом Радом — важным узлом коммуникаций и сильным опорным пунктом обороны немцев[13].
- За отличие в боях при овладении городами Лодзь, Кутно, Томашув (Томашов), Гостынин и Ленчица[14].
- За отличие в боях при овладении городом Калиш — важным узлом коммуникаций и сильным опорным пунктом обороны немцев на бреславском направлении[15].

## Базирование дивизии
| Период                  | Место базирования                               |
| ----------------------- | ----------------------------------------------- |
| 01.01.1945              | Михув, Польша (Жижин, Каролин, Михув).          |
| 16.01.1945              | Радом, Польша.                                  |
| 19.01.1945              | Домбров, Польша.                                |
| 31.01.1945              | Горжички, Польша.                               |
| 20.02.1945              | Целенциг, Германия (Целенциг, Репин).           |
| 04.04.1945              | Топпер, Германия.                               |
| 25.04.1945              | Мюнхенберг, Германия.                           |
| 29.04.1945              | Берлин Центральный, Германия.                   |
| 10.05.1945              | Топпер, Германия.                               |
| 09.07.1945 — 20.05.1946 | Финстервальде и с 20.11.1945 Котбус (41-й шап). |